# NVH코리아
NVH코리아 주식회사(영어: NVH Korea)는 대한민국의 자동차 부품 기업이다.

## 역사
1984년 일양산업으로 설립되어 2001년 현재의 사명으로 변경하였다. GH신소재, 삼흥, 케이엔솔, 삼현BnE를 인수하였다.

## 본점 및 지점 현황
- 본사: 울산광역시 북구 모듈화산업로 207-14
- 경주공장: 경상북도 경주시 외동읍 문산공단안길 44

## 같이 보기
- 한일이화
- 금호엔티